# Busti (Nowy Jork)
Busti – miasto w Stanach Zjednoczonych, w stanie Nowy Jork, w hrabstwie Chautauqua.